# Ottwiller
Ottwiller település Franciaországban, Bas-Rhin megyében. Lakosainak száma 245 fő (2022. január 1.). Ottwiller Asswiller, Drulingen, Lohr, Petersbach és Siewiller községekkel határos.

## Népesség
A település népességének változása:
| Lakosok száma | 250  | 257  | 265  | 260  | 260  | 260  | 255  | 250  | 245  |
|               | 2013 | 2015 | 2016 | 2017 | 2018 | 2019 | 2020 | 2021 | 2022 |